# Jake Busey
Jake Busey, właściwie William Gareth Jacob Busey Jr. (ur. 15 czerwca 1971 w Los Angeles w stanie Kalifornia) – amerykański aktor i producent filmowy. Syn aktora Gary’ego Buseya i fotografki Judy Lynn (z domu Helkenberg). Jego rodzina miała pochodzenie angielskie, a także korzenie szkockie, irlandzkie, niemieckie i francuskie.

## Wybrana filmografia

### Filmy fabularne
- 1978: Zwolnienie warunkowe (Straight Time) jako Henry Darin
- 1996: Przerażacze (The Frighteners) jako Johnny Charles Bartlett
- 1997: Żołnierze kosmosu (Starship Troopers) jako szeregowy Ace Levy
- 1997: Kontakt (Contact) jako Joseph
- 2001: Kocurek (Tomcats) jako Kyle Brenner
- 2003: Tożsamość (Identity) jako Robert Maine
- 2003: Święta Last Minute (Christman with the Kranks) jako oficer Treen
- 2015: Most Likely to Die jako Tarkin

### Seriale TV
- 1994: Opowieści z krypty (Tales from the Crypt) jako Frank
- 2004: Czarodziejki (Charmed) jako Nigel
- 2005: Seks, kasa i kłopoty (Sex, Love & Secrets) jako Ray Foley
- 2007: CSI: Kryminalne zagadki Miami jako Phillip Craven
- 2014–2016: Od zmierzchu do świtu jako profesor Aiden „Sex Machine” Tanner
- 2019: Stranger Things jako Bruce Lowe